# Chrysometa hamata
Chrysometa hamata este o specie de păianjeni din genul Chrysometa, familia Tetragnathidae. A fost descrisă pentru prima dată de Bryant în anul 1942.
Este endemică în Puerto Rico. Conform Catalogue of Life specia Chrysometa hamata nu are subspecii cunoscute.